# Marqués de Santillana

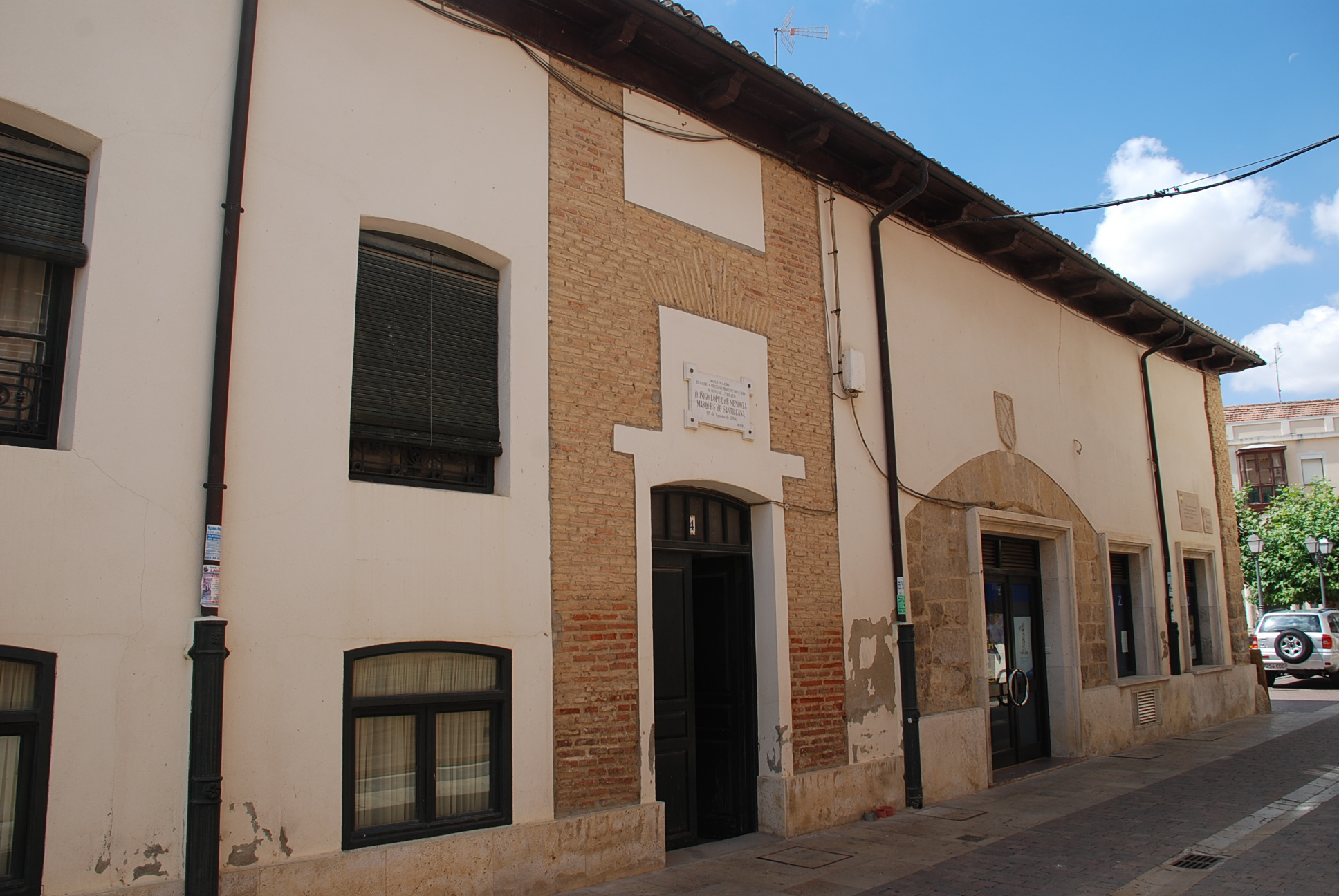
Casa natal del marqués de Santillana en Carrión de los Condes (Palencia, Castilla y León).

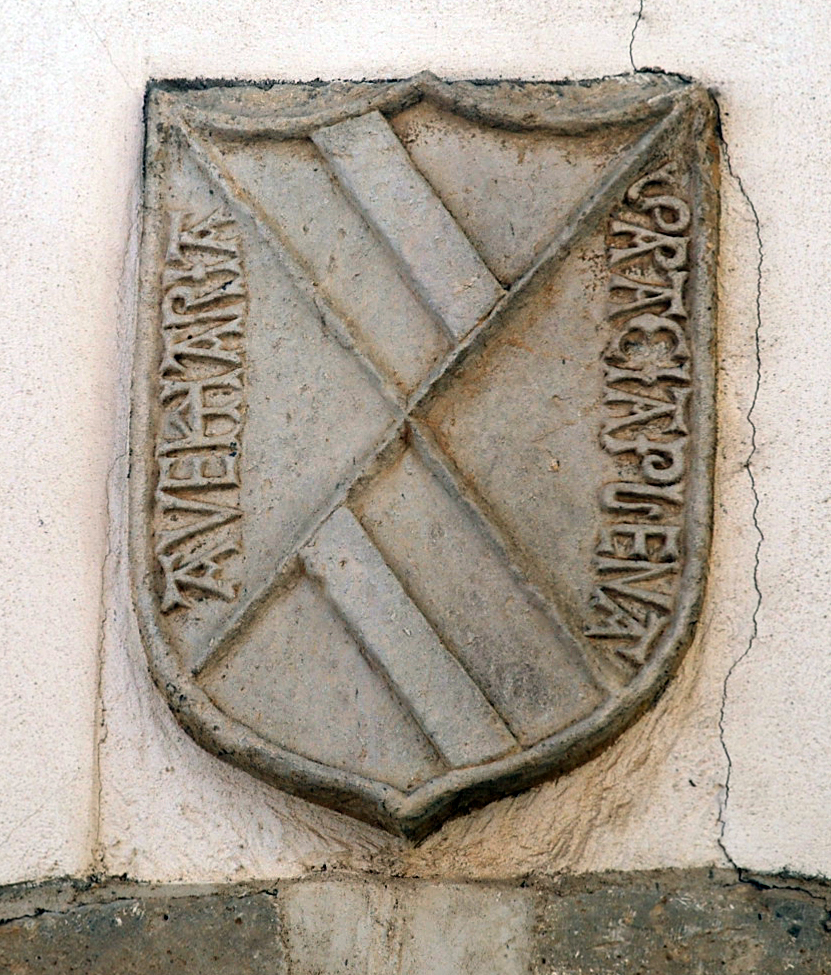
Escudo de armas de la casa de Mendoza en la casa natal del marqués de Santillana en Carrión de los Condes (Palencia, Castilla y León)

Íñigo López de Mendoza y de la Vega, más conocido como el marqués de Santillana (Carrión de los Condes, 19 de agosto de 1398-Guadalajara, 25 de marzo de 1458), fue el I marqués de Santillana, I conde del Real de Manzanares, XI señor de Mendoza, III señor de Hita y III señor de Buitrago, que además fue un militar y poeta español del Prerrenacimiento, tío del también poeta Gómez Manrique y emparentado también con los poetas Jorge Manrique y, ya en el siglo XVI, con Garcilaso de la Vega.

## Biografía
Personaje clave en la sociedad y la literatura castellana durante el reinado de Juan II de Castilla, provenía de una familia noble inclinada desde siempre a las letras: su abuelo, Pedro González de Mendoza, y su padre, el almirante de Castilla Diego Hurtado de Mendoza, fueron también poetas.
También sus hijos continuaron esta labor literaria y de mecenazgo cultural, sobre todo el gran cardenal Pedro González de Mendoza. Su madre fue la riquísima señora de la Casa de la Vega, Leonor Lasso de la Vega, la cual estuvo casada en primeras nupcias con Juan Téllez de Castilla, II señor de Aguilar de Campoo e hijo del infante Tello de Castilla y por este lado materno estuvo emparentado con grandes figuras literarias de su tiempo, como el canciller Pedro López de Ayala, Fernán Pérez de Guzmán o Gómez Manrique. 
Su padre falleció teniendo él cinco años (1404), lo que motivó que su madre, Leonor, tuviera que actuar con gran habilidad para conservar su herencia paterna (señoríos de Hita y de Buitrago del Lozoya, etc.). Parte de su infancia la pasó en casa de Mencía de Cisneros, su abuela. Posteriormente se formó con su tío el arcediano Gutierre que más tarde sería arzobispo de Toledo, y con trece o catorce años de edad se unió en matrimonio con Catalina Suárez de Figueroa, con lo cual su patrimonio aumentó en mucho, transformándole en uno de los nobles más poderosos de su tiempo. 
Marchó al poco a Aragón, junto al séquito de Fernando de Antequera, y allí fue copero del nuevo rey Alfonso V de Aragón, donde sin duda conoció la obra de poetas en provenzal y catalán que menciona en su Proemio e Carta. Literariamente se formó en la corte aragonesa, accediendo a los clásicos del humanismo (Virgilio, Dante Alighieri...) y de la poesía trovadoresca al lado del erudito y misterioso Enrique de Villena; en Valencia trabó relación con Jordi de Sant Jordi, copero, y Ausiàs March, halconero real. En Aragón hizo estrecha amistad también con los Infantes de Aragón, en cuyo partido militaría hasta 1429. Allí nació en septiembre de 1417 su primogénito, Diego Hurtado de Mendoza y Suárez de Figueroa, futuro duque del Infantado.
Regresó a Castilla al tiempo de la jura del rey Juan II de Castilla y participó en las luchas de poder entre Enrique de Aragón y Álvaro de Luna, en el bando del primero. Estuvo junto a él en el golpe de Tordesillas y en el cerco del castillo de La Puebla de Montalbán, en diciembre de 1420.
Tras la prisión de Enrique de Trastámara, regresó a sus posesiones de Hita y Guadalajara. En 1428 nació en Guadalajara su sexto hijo, el que sería cardenal Mendoza.
Como político, procuró a partir de 1422 inmiscuirse lo menos posible en los asuntos de Estado y mantener a lo largo de su vida la fidelidad al rey Juan II. Ello le llevó a enemistarse primero con los siete infantes de Aragón en 1429, al no apoyar la invasión de Castilla por parte del rey de Navarra en el verano de aquel año (batalla del río Araviana del 11 de noviembre del mismo año); y más tarde, a partir de 1431, se enemista con el privado real Álvaro de Luna, aunque no por ello volvería a militar en el bando de los aragonesistas. En 1437 es enviado a Córdoba y a Jaén, arrebatando a los moros Huelma y Bexia. Así describe Gonzalo Fernández de Oviedo estas andanzas en sus Batallas y quincuagenas:

Diré en suma cómo se ovo como prudente capitán este señor; porque haviendo tomando aquella villa [Huelma] por combate, retraydos los moros a la fortaleza, Íñigo López combatió aquel castillo. Y ya que se le querían dar los moros, estando en aquesta plática, dixéronle que el rey de Granada venía con todo su poder a socorrer aquella villa. Íñigo López quiso cavalgar y salir al campo, y los cavalleros que con él estavan se lo contradecían y aconsejavan otra cosa, y él les dixo que no le parecía cosa hacedera a cavallero curar del trato estando en el campo los enemigos. Y así determinado y queriendo salir, supo que no era verdad la venida del rey de Granada y la fortaleza se dio.

De nuevo vuelve a tener fricciones con Álvaro de Luna a causa de los numerosos litigios con que este lo compromete, llegando incluso a tener que defender con las armas sus propias tierras invadidas por el condestable y Juan II. Gravemente herido en la batalla de Torote (1441) se retiró a sus territorios de Guadalajara, confederándose con los de la Cerda y pasando con ellos a una posición neutral.
En la primera batalla de Olmedo (1445) estuvo en las filas del ejército real, donde las Coplas de la panadera lo pintan así:

Con fabla casi extranjera, / armado como francés, / el noble nuevo marqués / su valiente voto diera; / e tan recio acometiera / con los contrarios sin ruego, / que vivas llamas de fuego / paresçió que les pusiera (249-256).

Muy herido de nuevo por la batalla, como recompensa por su ayuda el rey le concedió el título de marqués de Santillana (a ello alude el poema con «el noble nuevo marqués») y el condado del Real de Manzanares. Ya el año anterior, 1444, había recibido la confirmación real del privilegio a su favor de los derechos que la Corona tenía en las Asturias de Santillana. 
Íñigo contribuyó claramente a la caída de Álvaro de Luna, apresado y ajusticiado en la plaza pública de Valladolid (1453), y contra él escribió su Doctrinal de privados; a partir de entonces comienza a retirarse de la política activa. Su última gran aparición se produce en la campaña contra el reino nazarí de Granada de 1455, ya bajo el reinado de Enrique IV de Castilla. Ese mismo año muere su mujer, Catalina Suárez de Figueroa, y el marqués se recluye en su palacio de Guadalajara, para pasar en paz y estudio en su nutrida biblioteca, mantenida por su secretario Diego de Burgos, los últimos años de su vida. El 8 de mayo de 1455 otorgó testamento, estando en Guadalajara, y dota en 1456 varios monasterios fundados por él con anterioridad, y fallece en su palacio caraceño el 25 de marzo de 1458.
Hombre de gran cultura, llegó a reunir una importante biblioteca, que después pasó a ser la famosa biblioteca de Osuna, y se rodeó de brillantes humanistas que le tenían al tanto de las novedades literarias italianas, como por ejemplo Juan de Mena o su secretario y criado, Diego de Burgos, quien compuso a su muerte un muy erudito poema, el Triunfo del Marqués, donde destaca su interés por la técnica y los artilugios de la guerra, que modernizó notablemente y aún perfeccionó:

Fue el primero que traxo a este reyno muchos ornamentos e ynsinnias de cavallería, muchos nuevos aparatos de guerra: e non se contentó con traerlos de fuera, mas añadió e emendó en ellos e inventó por sí otras muchas cosas... Así que en los fechos de armas ninguno en nuestros tiempos es visto que tanto alcanzase nin que en las cosas que a ellas son convinientes, toviese en estas partes deseos tan grandes de gloria

Según sus contemporáneos, su carácter era el de un estoico imperturbable al cual «ni las grandes cosas le alteran ni en las pequeñas le placía entender" (Hernando del Pulgar), algo que confirma Juan de Mena cuando le escribió: "Sois al que a todo pesar y placer / facedes un gesto alegre y seguro», lo que cuadra con el estoicismo que expresa su Diálogo de Bías contra Fortuna. Pero fue el citado Pulgar su primer biógrafo, y pintó así su semblanza: 

Fue omme de mediana estatura, bien proporcionado en la compostura de sus mienbros, e fermoso en las faciones de su rostro, de linaje noble castellano e muy antiguo. Era omme agudo e discreto, y de tan grand coraçón que ni las grandes cosas le alteravan ni en las pequeñas le plazía entender. En la continencia de su persona e en el raçonar de su fabla mostrava ser omme generoso e magnánimo. Fablava muy bien, e nunca le oían dezir palabra que no fuese de notar, quier para dotrina, quier para plazer. Era cortés e honrrador de todos los que a él venían, especialmente de los ommes de ciencia. [...] Tovo en su vida dos notables exercicios: uno, en la disciplina militar, otro en el estudio de la ciencia [...] Tenía grand copia de libros, dávase al estudio, especialmente de la filosofía moral, e de cosas peregrinas e antiguas. Tenía siempre en su casa doctores e maestros con quien platicava en las ciencias e lecturas que estudiava. Fizo asimismo otros tratados en metros e en prosa muy dotrinables para provocar a virtudes e refrenar vicios: e en estas cosas pasó lo más del tiempo de su retraimiento. Tenía grand fama e claro renombre en muchos reinos fuera de España, pero reputava mucho más la estimación entre los sabios que la fama entre los muchos.

Gonzalo Fernández de Oviedo, en sus Batallas y quincuagenas, insiste más en su faceta de gran y valeroso guerrero:

Comenzó a ser reputado por muy varón, por causa de los trances militares que con moros y christianos ovo, aunque en la batalla de Araviana con los aragoneses, y en otra que dicen de Torote, perdió ambas jornadas; pero de la una y de la otra quedó honrado y herido, y no desestimado, sino estimado en esas y otras muchas batallas, por valiente capitán.

En cuanto a su obra literaria, es fruto del cruce de dos tendencias, una culta predominante y otra popular menos representada. Entre los presupuestos directos de su obra se encuentra la cultura clásica grecolatina (Julio César, Salustio, Tito Livio, Séneca, Homero, Virgilio, Aristóteles...), la cristiana (la Biblia) y las literaturas contemporáneas catalana (Ausiàs March, "hombre de asaz elevado espíritu", en sus propias palabras, o Jordi de Sant Jordi), gallega, provenzal, castellana y, sobre todo, francesa e italiana (Guillaume de Lorris, Dante Alighieri, Francesco Petrarca) y se conoce sobradamente su intento fracasado de insertar el endecasílabo y el soneto en la tradición métrica y estrófica castellana por medio de sus 42 sonetos fechos al itálico modo, en que tendrá más fortuna ya en el siglo XVI su pariente Garcilaso de la Vega. Sobradamente conocido es su juicio sobre las poesías populares castellanas «con las que la gente baxa y servil se alegra»; pero su entusiasmo por la tradición culta no empece que esta última influencia, aunque minoritaria y esclava de la otra, se incluya en su obra mediante colecciones de proverbios como los Refranes que dicen las viejas tras el fuego, en que asume la condensada sabiduría popular como asimilable a sus elevados ideales filosóficos estoicos, o en sus Serranillas, en que la refinada tradición culta de la pastorela provenzal se ayunta y une a la popular castiza de la serrana.
A su obra culta pertenece el primer esbozo de historia de la literatura o crítica literaria escrito por un autor castellano, el Prohemio e carta al condestable don Pedro de Portugal, decisivo para la comprensión de su labor literaria y que es al mismo tiempo una poética del prerrenacimiento, una preceptiva y una historia de la literatura europea de entonces. Como poética define la literatura como algo sublime a la vez que útil, elaborado por un retórico embellecimiento en que la lírica destaca sobre toda prosa como un deseo de lo más alto:

Como es cierto este sea un celo celeste, una afección divina, un insaciable cebo del ánimo, el cual, así como la materia busca la forma, y lo imperfecto la perfección, nunca esta ciencia de poesía y gaya ciencia buscaron ni se hallaron sino en los ánimos gentiles, claros ingenios y elevados espíritus. ¿Y qué cosa es la poesía, que en el nuestro vulgar 'gaya ciencia' llamamos, sino un fingimiento de cosas útiles, cubiertas o veladas con muy hermosa cobertura, compuestas, distinguidas y escandidas por cierto cuento, peso y medida? Y ciertamente, muy virtuoso señor, yerran aquellos que pensar quieren o decir que solamente las tales cosas consistan y tiendan a cosas vanas y lascivas; que bien como los fructíferos huertos abundan y dan convenientes frutos para todos los tiempos del año, así los hombres bien nacidos y doctos, a quien estas ciencias de arriba son infusas, usan de aquellas y del tal ejercicio según las edades. Y si por ventura las ciencias son deseables, así como Tulio quiere, ¿cuál de todas es más prestante, más noble y más digna del hombre, o cuál más extensa a todas especies de humanidad? Ca, las oscuridades y cerramientos de ellas, ¿quién las abre, quién las esclarece, quién las demuestra y hace patentes, sino la elocuencia dulce y hermosa habla, sea metro, sea prosa? Cuanta más sea la excelencia y prerrogativa de las rimas y metros que de la suelta prosa, sino solamente a aquellos que de las porfías injustas se cuidan adquirir soberbios honores, manifiesta cosa es. Y así, haciendo la vía de los estoicos, los cuales con gran diligencia inquirieron el origen y causas de las cosas, me esfuerzo a decir el metro ser antes en tiempo, y de mayor perfección y más autoridad que la suelta prosa.

Otras consideraciones literarias asoman en los prólogos o prohemios que antepuso a sus diversas obras, las Glosas a los proverbios, comentario de su propia obra; la Lamentación en profecía de la segunda destrucción de España, cuyo asunto toma de la Crónica general. Nos han llegado también algunas cartas suyas, verbigracia a Alonso de Cartagena Sobre el oficio de la caballería, o a su hijo sobre la utilidad de las traducciones, etcétera. Entre sus citados Sonetos fechos al itálico modo destacan "Clara por nombre, por obra e virtud", "Sitio de amor con gran artillería" y "En el próspero tiempo de las serenas" y en especial un grupo de obras doctrinales constituido por los Proverbios de gloriosa doctrina en versos de pie quebrado y el Diálogo de Bías contra Fortuna, que constituye una defensa del estoicismo muy imbuida de sus lecturas de Séneca dirigida a su primo el conde de Alba, detenido por don Álvaro el Condestable, al que anima a soportar con paciencia el infortunio. De carácter político y moral son el Doctrinal de privados, una valiente proclama dedicada a su enemigo Álvaro de Luna, y Otras coplas del dicho marqués sobre el mesmo caso.
Otras obras son de corte alegórico e inspiradas en la literatura italiana y las sutilezas cortesanas de la filosofía de amor: la Denfunssión de Don Enrique de Villena, su amigo y maestro, de empaque grandioso, con intervención de la Naturaleza y del poeta, provista de pequeños y sorprendentes detalles de gran vigor poético; Coronaçión de Mossén Jorde, en que alaba al poeta catalán Jordi de Sant Jordi; El planto de la reina; Margarida; Querella de amor ("Ya la gran noche passaba / e la luna se escondía"); Visión, una de sus obras maestras; el Infierno de los enamorados, inspirado en el canto sexto del Inferno de Dante Alighieri; el Trionfete de amor, que adapta y reelabora uno de los Triunfos de Francesco Petrarca; la Comedieta de Ponza, una epopeya en coplas reales dodecasílabas sobre la naval batalla de Ponza que es el más extenso de sus poemas alegóricos y la Canonización del maestro Vicente Ferrer.
De inspiración más popular son las piezas reunidas bajo el marbete de Canciones y decires y sus clásicas Serranillas. Destaca también el Cantar que fizo el marqués de Santillana a sus fijas loando su hermosura.

## Matrimonio y descendencia
Íñigo López de Mendoza y de la Vega siendo muy joven se casó en Salamanca en 1412 con Catalina Suárez de Figueroa, hija del fallecido Lorenzo I Suárez de Figueroa, maestre de Orden de Santiago, y de su segunda esposa María de Orozco, señora de Santa Olalla y de Escamilla. Tuvieron los diez hijos siguientes: 
- Diego Hurtado de Mendoza y Suárez de Figueroa, I duque del Infantado.[8]
- Pedro Lasso de Mendoza, señor del valle del Lozoya, casado con Juana Carrillo y Sandoval.[9]
- Íñigo López de Mendoza y Figueroa (1418-1458), I conde de Tendilla.[8]
- Mencía de Mendoza y Figueroa, esposa de Pedro Fernández de Velasco,[10] II conde de Haro. Enterrada junto a su marido en la Capilla del Condestable, en la Catedral de Burgos.
- Lorenzo Suárez de Mendoza (m. 1481), I conde de Coruña y I vizconde de Torija.[11]
- Juan Hurtado de Mendoza y Figueroa, I señor de Colmenar, El Cardoso y El Vado y II señor de Fresno de Torote.[12]
- Pedro González de Mendoza (1428-1495), cardenal.[13]
- María de Mendoza, esposa de Per Afán de Ribera y Portocarrero,[14] I conde de los Molares. Sepultura en la Cartuja de Sevilla.
- Leonor de la Vega y Mendoza, esposa de Gastón de la Cerda y Sarmiento, IV conde de Medinaceli.[10]
- Pedro Hurtado de Mendoza, señor de Tamajón y adelantado de Cazorla.[10]

## Obra
Existen varias ediciones de las obras completas de don Íñigo López de Mendoza; la de Manuel Durán (Madrid: Castalia, 1975 y 1980), en dos volúmenes (basada en la antigua de José Amador de los Ríos), y la de Miguel Ángel Pérez Priego (Madrid: Alhambra, 1983). Las últimas y más depuradas son las diversas compuestas por Ángel Gómez Moreno y Maxim P. A. M. Kerkhof (Obras completas, Barcelona: Planeta, 1988; Madrid: Biblioteca Castro, 2002 y Madrid: Castalia, 2003). 
El mismo marqués meditó ampliamente sobre su obra y la de los autores de su tiempo, como demuestra el prólogo que puso a sus obras, el Proemio e carta al condestable don Pedro de Portugal. En general toda su producción puede inscribirse dentro de la Escuela alegórico-dantesca del Prerrenacimiento del siglo XV; fue sin duda alguna el más ferviente admirador que tuvo Dante Alighieri en España, y también asimiló lo que pudo del humanismo de Petrarca y de Giovanni Boccaccio.
Es especialmente recordado por sus serranillas, poemitas de arte menor que tratan del encuentro entre un caballero y una campesina, a imitación de las pastorelas francesas, pero inspiradas en una tradición popular autóctona propia. Fue el primer autor que escribió sonetos en castellano, estrofa de origen italiano mal conocida aún en Castilla: los 42 sonetos fechos al itálico modo, aunque al parecer Juan de Villalpando también compuso por entonces cuatro sonetos en dodecasílabos. Su obra maestra dentro del estilo alegórico-dantesco es la Comedieta de Ponza, donde describe la batalla naval homónima en coplas de arte mayor:

¡Oh lúcido Jove, la mi mano guía, / despierta el ingenio, aviva la mente, / el rústico modo aparta e desvía, / e torna mi lengua, de ruda, elocuente! / ¡E vos, las hermanas, que cabe la fuente / de Elicón facedes continua morada, / sed todas comigo en esta jornada, / porqu'el triste caso denuncie e recuente! (Íñigo López de Mendoza, Comedieta de Ponza, 2).

Escribió además poemas alegóricos y doctrinales (dezires) y lírica cancioneril, y recopiló una de las primeras colecciones paremiológicas en castellano, los Refranes que dicen las viejas tras el fuego.
A partir del estudio que de su obra hizo Lapesa (1957), se puede distinguir:
- Poesía
  - Lírica menor, de la que destacan las Serranillas, especie de pastorelas castellanas sobre las populares,  antiguas y míticas serranas, y las Canciones y decires líricos.
  - 42 Sonetos fechos al itálico modo
  - Decires narrativos, entre los que destacan el Triunphete de Amor, El infierno de los enamorados y la Comedieta de Ponça (1443).
  - Poesía moral, política y religiosa, de la que la obra más conocida posiblemente sea el diálogo estoico de Bías contra Fortuna.
- Prosa
  - Escritos morales y políticos, como la Lamentaçión de Spaña.
  - Escritos literarios: el Proemio o Proemio e carta al condestable don Pedro de Portugal
  - Escritos exegéticos: Glosas a los Proverbios.
  - Recopilaciones: Refranes que dicen las viejas tras el fuego.

## Obra destacada:Infierno de los enamorados
- Breve argumento

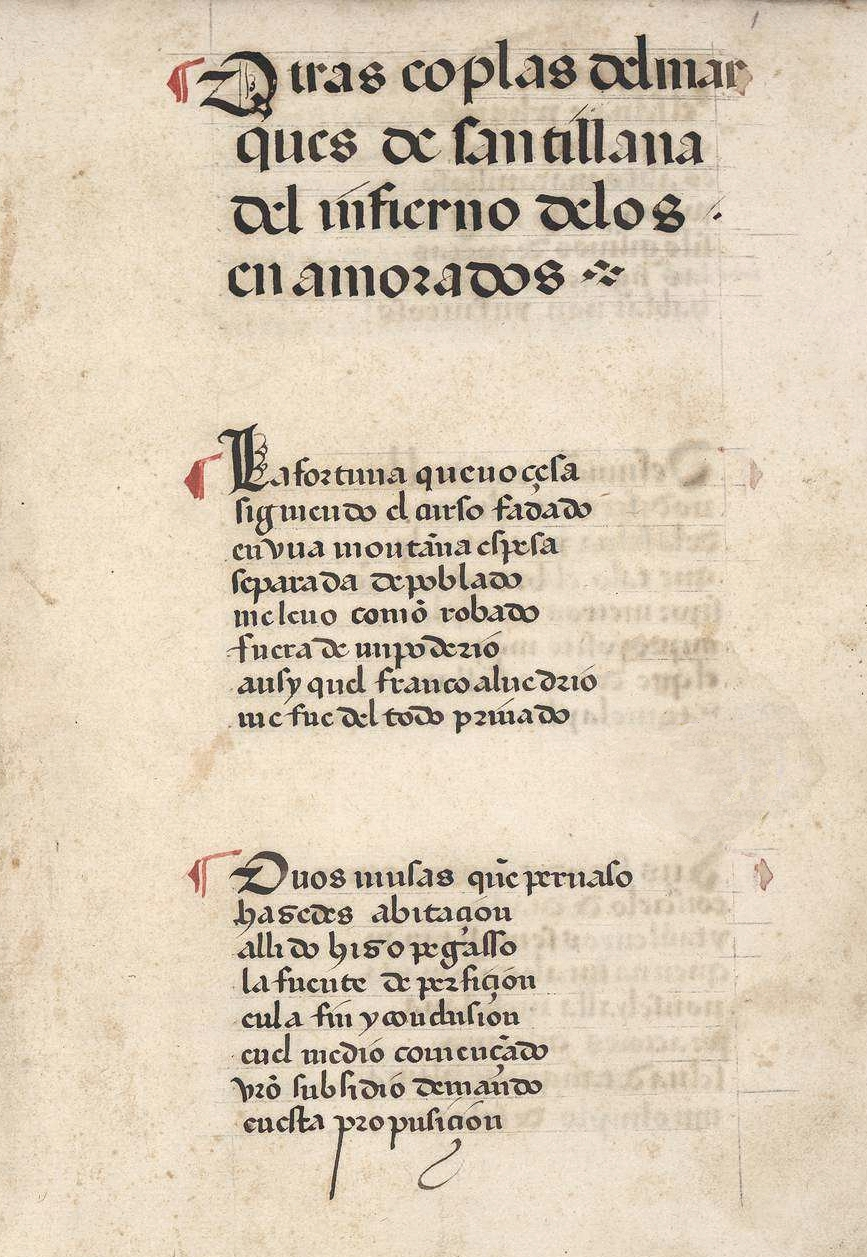
Coplas de El infierno de los enamorados en un manuscrito del

El argumento de la obra sitúa al protagonista en un cruel escenario desolado. Fortuna, una de las protagonistas lleva al personaje principal a una montaña donde es asaltado. En su ayuda acude Hipólito, como un caballero de la corte muy bello cuya persona simboliza la castidad. Este último se convierte en la persona que va a guiar al poeta y como «defensor», cuando el protagonista le cuenta que no va a dejar de estar al servicio de la dama, comienzan un viaje que les lleva a contemplar el infierno y las parejas amatorias de la antigüedad que se hallan en él. 
Esta imagen desoladora es la ética o idea moral de la obra, que advierte a los amantes de la situación a la que pueden exponerse si se alejan de este amor que los une.
- Análisis de la obra

La obra Los infiernos del amor , nombre con el que se encuentra en fuentes medievales, se encuentra dentro de la poesía cancioneril del marqués de Santillana, aparece en el Cancionero de Palacio ( SA7), donde se reúne la etapa más prolija del autor.
De entre los géneros que el autor cultivó escogió los decires narrativos para contar esta historia que tituló el Infierno de los enamorados. Este es un tópico ya conocido en literatura por varios grandes iconos literarios como Virgilio de la antigüedad grecolatina o Dante, narrando hazañas que siguen el mismo patrón.
Ocupa un lugar importante en la Divina Comedia de Dante Alighieri, la cual resulta ser un poema alegórico que presenta el infierno, el purgatorio y el paraíso. El infierno es la parte en la que afloran los sentimientos negativos y se expresan como tal; las personas lloran, gritan o se lamentan. El tópico de los infiernos está vinculado al amor, debido a la tradición alegórica, es el modelo que van a seguir los infiernos de amor posteriores.
Esta obra es el punto de unión en que se juntan la amplia tradición sobre las visones del mundo y los viajes a través de él, los cuales llegan hasta los puntos más recónditos del mismo.

## Ancestros
| \| \| \| \| \| \| \| \| \| \| \| \| \| \| \| \| \| \| \| \| 16. Diego Hurtado de Mendoza \| \| \| \| \| \| \| \| \| \| \| \| \| \| \| \| \| \| \| \| \| \| \| \| \| \| \| \| \| \| \| \| \| \| \| \| \| \| \| \| \| \| \| \| \| \| \| \| \| \| \| \| \| \| 8. Gonzalo Yáñez de Mendoza \| \| \| \| \| \| \| \| \| \| \| \| \| \| \| \| \| \| \| \| \| \| \| \| \| \| \| \| \| \| \| \| \| \| \| \| \| \| \| \| \| \| \| \| \| \| \| \| \| \| \| \| \| \| 17. María de Rojas \| \| \| \| \| \| \| \| \| \| \| \| \| \| \| \| \| \| \| \| \| \| \| \| \| \| \| \| \| \| \| \| \| \| \| \| \| \| \| \| \| \| \| \| \| \| \| \| \| \| \| \| \| \| 4. Pedro González de Mendoza \| \| \| \| \| \| \| \| \| \| \| \| \| \| \| \| \| \| \| \| \| \| \| \| \| \| \| \| \| \| \| \| \| \| \| \| \| \| \| \| \| \| \| \| \| \| \| \| \| \| \| \| \| \| 18. Diego Fernández de Orozco \| \| \| \| \| \| \| \| \| \| \| \| \| \| \| \| \| \| \| \| \| \| \| \| \| \| \| \| \| \| \| \| \| \| \| \| \| \| \| \| \| \| \| \| \| \| \| \| \| \| \| \| \| \| 9. Juana de Orozco \| \| \| \| \| \| \| \| \| \| \| \| \| \| \| \| \| \| \| \| \| \| \| \| \| \| \| \| \| \| \| \| \| \| \| \| \| \| \| \| \| \| \| \| \| \| \| \| \| \| \| \| \| \| 19. Mencía Valdés \| \| \| \| \| \| \| \| \| \| \| \| \| \| \| \| \| \| \| \| \| \| \| \| \| \| \| \| \| \| \| \| \| \| \| \| \| \| \| \| \| \| \| \| \| \| \| \| \| \| \| \| \| \| 2. Diego Hurtado de Mendoza \| \| \| \| \| \| \| \| \| \| \| \| \| \| \| \| \| \| \| \| \| \| \| \| \| \| \| \| \| \| \| \| \| \| \| \| \| \| \| \| \| \| \| \| \| \| \| \| \| \| \| \| \| \| 20. Pedro López de Ayala \| \| \| \| \| \| \| \| \| \| \| \| \| \| \| \| \| \| \| \| \| \| \| \| \| \| \| \| \| \| \| \| \| \| \| \| \| \| \| \| \| \| \| \| \| \| \| \| \| \| \| \| \| \| 10. Fernán Pérez de Ayala \| \| \| \| \| \| \| \| \| \| \| \| \| \| \| \| \| \| \| \| \| \| \| \| \| \| \| \| \| \| \| \| \| \| \| \| \| \| \| \| \| \| \| \| \| \| \| \| \| \| \| \| \| \| 21. Sancha Fernández Barroso \| \| \| \| \| \| \| \| \| \| \| \| \| \| \| \| \| \| \| \| \| \| \| \| \| \| \| \| \| \| \| \| \| \| \| \| \| \| \| \| \| \| \| \| \| \| \| \| \| \| \| \| \| \| 5. Aldonza de Ayala \| \| \| \| \| \| \| \| \| \| \| \| \| \| \| \| \| \| \| \| \| \| \| \| \| \| \| \| \| \| \| \| \| \| \| \| \| \| \| \| \| \| \| \| \| \| \| \| \| \| \| \| \| \| 22. Diego Gutiérrez de Ceballos \| \| \| \| \| \| \| \| \| \| \| \| \| \| \| \| \| \| \| \| \| \| \| \| \| \| \| \| \| \| \| \| \| \| \| \| \| \| \| \| \| \| \| \| \| \| \| \| \| \| \| \| \| \| 11. Elvira Álvarez de Ceballos \| \| \| \| \| \| \| \| \| \| \| \| \| \| \| \| \| \| \| \| \| \| \| \| \| \| \| \| \| \| \| \| \| \| \| \| \| \| \| \| \| \| \| \| \| \| \| \| \| \| \| \| \| \| 23. Juana García Carrillo \| \| \| \| \| \| \| \| \| \| \| \| \| \| \| \| \| \| \| \| \| \| \| \| \| \| \| \| \| \| \| \| \| \| \| \| \| \| \| \| \| \| \| \| \| \| \| \| \| \| \| \| \| \| 1. Íñigo López de Mendoza, I marqués de Santillana \| \| \| \| \| \| \| \| \| \| \| \| \| \| \| \| \| \| \| \| \| \| \| \| \| \| \| \| \| \| \| \| \| \| \| \| \| \| \| \| \| \| \| \| \| \| \| \| \| \| \| \| \| \| 24. Garcilaso I de la Vega \| \| \| \| \| \| \| \| \| \| \| \| \| \| \| \| \| \| \| \| \| \| \| \| \| \| \| \| \| \| \| \| \| \| \| \| \| \| \| \| \| \| \| \| \| \| \| \| \| \| \| \| \| \| 12. Garcilaso II de la Vega \| \| \| \| \| \| \| \| \| \| \| \| \| \| \| \| \| \| \| \| \| \| \| \| \| \| \| \| \| \| \| \| \| \| \| \| \| \| \| \| \| \| \| \| \| \| \| \| \| \| \| \| \| \| 25. Juana de Castañeda \| \| \| \| \| \| \| \| \| \| \| \| \| \| \| \| \| \| \| \| \| \| \| \| \| \| \| \| \| \| \| \| \| \| \| \| \| \| \| \| \| \| \| \| \| \| \| \| \| \| \| \| \| \| 6. Garci Lasso Ruiz de la Vega \| \| \| \| \| \| \| \| \| \| \| \| \| \| \| \| \| \| \| \| \| \| \| \| \| \| \| \| \| \| \| \| \| \| \| \| \| \| \| \| \| \| \| \| \| \| \| \| \| \| \| \| \| \| 26. Gonzalo Rodríguez de Cornado \| \| \| \| \| \| \| \| \| \| \| \| \| \| \| \| \| \| \| \| \| \| \| \| \| \| \| \| \| \| \| \| \| \| \| \| \| \| \| \| \| \| \| \| \| \| \| \| \| \| \| \| \| \| 13. Leonor González de Cornado \| \| \| \| \| \| \| \| \| \| \| \| \| \| \| \| \| \| \| \| \| \| \| \| \| \| \| \| \| \| \| \| \| \| \| \| \| \| \| \| \| \| \| \| \| \| \| \| \| \| \| \| \| \| 27. Elvira Arias \| \| \| \| \| \| \| \| \| \| \| \| \| \| \| \| \| \| \| \| \| \| \| \| \| \| \| \| \| \| \| \| \| \| \| \| \| \| \| \| \| \| \| \| \| \| \| \| \| \| \| \| \| \| 3. Leonor Lasso de la Vega \| \| \| \| \| \| \| \| \| \| \| \| \| \| \| \| \| \| \| \| \| \| \| \| \| \| \| \| \| \| \| \| \| \| \| \| \| \| \| \| \| \| \| \| \| \| \| \| \| \| \| \| \| \| 28. Arias González de Cisneros \| \| \| \| \| \| \| \| \| \| \| \| \| \| \| \| \| \| \| \| \| \| \| \| \| \| \| \| \| \| \| \| \| \| \| \| \| \| \| \| \| \| \| \| \| \| \| \| \| \| \| \| \| \| 14. Juan Rodríguez de Cisneros \| \| \| \| \| \| \| \| \| \| \| \| \| \| \| \| \| \| \| \| \| \| \| \| \| \| \| \| \| \| \| \| \| \| \| \| \| \| \| \| \| \| \| \| \| \| \| \| \| \| \| \| \| \| 29. Mencía de Manzanedo \| \| \| \| \| \| \| \| \| \| \| \| \| \| \| \| \| \| \| \| \| \| \| \| \| \| \| \| \| \| \| \| \| \| \| \| \| \| \| \| \| \| \| \| \| \| \| \| \| \| \| \| \| \| 7. Mencía de Cisneros \| \| \| \| \| \| \| \| \| \| \| \| \| \| \| \| \| \| \| \| \| \| \| \| \| \| \| \| \| \| \| \| \| \| \| \| \| \| \| \| \| \| \| \| \| \| \| \| \| \| \| \| \| \| 30. Pedro López de Padilla \| \| \| \| \| \| \| \| \| \| \| \| \| \| \| \| \| \| \| \| \| \| \| \| \| \| \| \| \| \| \| \| \| \| \| \| \| \| \| \| \| \| \| \| \| \| \| \| \| \| \| \| \| \| 15. Mencía de Padilla \| \| \| \| \| \| \| \| \| \| \| \| \| \| \| \| \| \| \| \| \| \| \| \| \| \| \| \| \| \| \| \| \| \| \| \| \| \| \| \| \| \| \| \| \| \| \| \| \| \| \| \| \| \| 31. Teresa Ibáñez \| \| \| \| \| \| \| \| \| \| \| \| \| \| \| \| \| \| \| \| \| \| \| \| \| \| \| \| \| \| \| \| \| \| \| \| \| \| \| \| \| \| \| \| \| \| \| \| \| \| \| \| |                                                    |  |  |  |  |  |  |  |  |  |  |  |  |  |  |  |
| |                                                    |  |  |  |  |  |  |  |  |  |  |  |  |  |  |  |
| | 16. Diego Hurtado de Mendoza                       |  |  |  |  |  |  |  |  |  |  |  |  |  |  |  |
| |                                                    |  |  |  |  |  |  |  |  |  |  |  |  |  |  |  |
| |                                                    |  |  |  |  |  |  |  |  |  |  |  |  |  |  |  |
| | 8. Gonzalo Yáñez de Mendoza                        |  |  |  |  |  |  |  |  |  |  |  |  |  |  |  |
| |                                                    |  |  |  |  |  |  |  |  |  |  |  |  |  |  |  |
| |                                                    |  |  |  |  |  |  |  |  |  |  |  |  |  |  |  |
| | 17. María de Rojas                                 |  |  |  |  |  |  |  |  |  |  |  |  |  |  |  |
| |                                                    |  |  |  |  |  |  |  |  |  |  |  |  |  |  |  |
| |                                                    |  |  |  |  |  |  |  |  |  |  |  |  |  |  |  |
| | 4. Pedro González de Mendoza                       |  |  |  |  |  |  |  |  |  |  |  |  |  |  |  |
| |                                                    |  |  |  |  |  |  |  |  |  |  |  |  |  |  |  |
| |                                                    |  |  |  |  |  |  |  |  |  |  |  |  |  |  |  |
| | 18. Diego Fernández de Orozco                      |  |  |  |  |  |  |  |  |  |  |  |  |  |  |  |
| |                                                    |  |  |  |  |  |  |  |  |  |  |  |  |  |  |  |
| |                                                    |  |  |  |  |  |  |  |  |  |  |  |  |  |  |  |
| | 9. Juana de Orozco                                 |  |  |  |  |  |  |  |  |  |  |  |  |  |  |  |
| |                                                    |  |  |  |  |  |  |  |  |  |  |  |  |  |  |  |
| |                                                    |  |  |  |  |  |  |  |  |  |  |  |  |  |  |  |
| | 19. Mencía Valdés                                  |  |  |  |  |  |  |  |  |  |  |  |  |  |  |  |
| |                                                    |  |  |  |  |  |  |  |  |  |  |  |  |  |  |  |
| |                                                    |  |  |  |  |  |  |  |  |  |  |  |  |  |  |  |
| | 2. Diego Hurtado de Mendoza                        |  |  |  |  |  |  |  |  |  |  |  |  |  |  |  |
| |                                                    |  |  |  |  |  |  |  |  |  |  |  |  |  |  |  |
| |                                                    |  |  |  |  |  |  |  |  |  |  |  |  |  |  |  |
| | 20. Pedro López de Ayala                           |  |  |  |  |  |  |  |  |  |  |  |  |  |  |  |
| |                                                    |  |  |  |  |  |  |  |  |  |  |  |  |  |  |  |
| |                                                    |  |  |  |  |  |  |  |  |  |  |  |  |  |  |  |
| | 10. Fernán Pérez de Ayala                          |  |  |  |  |  |  |  |  |  |  |  |  |  |  |  |
| |                                                    |  |  |  |  |  |  |  |  |  |  |  |  |  |  |  |
| |                                                    |  |  |  |  |  |  |  |  |  |  |  |  |  |  |  |
| | 21. Sancha Fernández Barroso                       |  |  |  |  |  |  |  |  |  |  |  |  |  |  |  |
| |                                                    |  |  |  |  |  |  |  |  |  |  |  |  |  |  |  |
| |                                                    |  |  |  |  |  |  |  |  |  |  |  |  |  |  |  |
| | 5. Aldonza de Ayala                                |  |  |  |  |  |  |  |  |  |  |  |  |  |  |  |
| |                                                    |  |  |  |  |  |  |  |  |  |  |  |  |  |  |  |
| |                                                    |  |  |  |  |  |  |  |  |  |  |  |  |  |  |  |
| | 22. Diego Gutiérrez de Ceballos                    |  |  |  |  |  |  |  |  |  |  |  |  |  |  |  |
| |                                                    |  |  |  |  |  |  |  |  |  |  |  |  |  |  |  |
| |                                                    |  |  |  |  |  |  |  |  |  |  |  |  |  |  |  |
| | 11. Elvira Álvarez de Ceballos                     |  |  |  |  |  |  |  |  |  |  |  |  |  |  |  |
| |                                                    |  |  |  |  |  |  |  |  |  |  |  |  |  |  |  |
| |                                                    |  |  |  |  |  |  |  |  |  |  |  |  |  |  |  |
| | 23. Juana García Carrillo                          |  |  |  |  |  |  |  |  |  |  |  |  |  |  |  |
| |                                                    |  |  |  |  |  |  |  |  |  |  |  |  |  |  |  |
| |                                                    |  |  |  |  |  |  |  |  |  |  |  |  |  |  |  |
| | 1. Íñigo López de Mendoza, I marqués de Santillana |  |  |  |  |  |  |  |  |  |  |  |  |  |  |  |
| |                                                    |  |  |  |  |  |  |  |  |  |  |  |  |  |  |  |
| |                                                    |  |  |  |  |  |  |  |  |  |  |  |  |  |  |  |
| | 24. Garcilaso I de la Vega                         |  |  |  |  |  |  |  |  |  |  |  |  |  |  |  |
| |                                                    |  |  |  |  |  |  |  |  |  |  |  |  |  |  |  |
| |                                                    |  |  |  |  |  |  |  |  |  |  |  |  |  |  |  |
| | 12. Garcilaso II de la Vega                        |  |  |  |  |  |  |  |  |  |  |  |  |  |  |  |
| |                                                    |  |  |  |  |  |  |  |  |  |  |  |  |  |  |  |
| |                                                    |  |  |  |  |  |  |  |  |  |  |  |  |  |  |  |
| | 25. Juana de Castañeda                             |  |  |  |  |  |  |  |  |  |  |  |  |  |  |  |
| |                                                    |  |  |  |  |  |  |  |  |  |  |  |  |  |  |  |
| |                                                    |  |  |  |  |  |  |  |  |  |  |  |  |  |  |  |
| | 6. Garci Lasso Ruiz de la Vega                     |  |  |  |  |  |  |  |  |  |  |  |  |  |  |  |
| |                                                    |  |  |  |  |  |  |  |  |  |  |  |  |  |  |  |
| |                                                    |  |  |  |  |  |  |  |  |  |  |  |  |  |  |  |
| | 26. Gonzalo Rodríguez de Cornado                   |  |  |  |  |  |  |  |  |  |  |  |  |  |  |  |
| |                                                    |  |  |  |  |  |  |  |  |  |  |  |  |  |  |  |
| |                                                    |  |  |  |  |  |  |  |  |  |  |  |  |  |  |  |
| | 13. Leonor González de Cornado                     |  |  |  |  |  |  |  |  |  |  |  |  |  |  |  |
| |                                                    |  |  |  |  |  |  |  |  |  |  |  |  |  |  |  |
| |                                                    |  |  |  |  |  |  |  |  |  |  |  |  |  |  |  |
| | 27. Elvira Arias                                   |  |  |  |  |  |  |  |  |  |  |  |  |  |  |  |
| |                                                    |  |  |  |  |  |  |  |  |  |  |  |  |  |  |  |
| |                                                    |  |  |  |  |  |  |  |  |  |  |  |  |  |  |  |
| | 3. Leonor Lasso de la Vega                         |  |  |  |  |  |  |  |  |  |  |  |  |  |  |  |
| |                                                    |  |  |  |  |  |  |  |  |  |  |  |  |  |  |  |
| |                                                    |  |  |  |  |  |  |  |  |  |  |  |  |  |  |  |
| | 28. Arias González de Cisneros                     |  |  |  |  |  |  |  |  |  |  |  |  |  |  |  |
| |                                                    |  |  |  |  |  |  |  |  |  |  |  |  |  |  |  |
| |                                                    |  |  |  |  |  |  |  |  |  |  |  |  |  |  |  |
| | 14. Juan Rodríguez de Cisneros                     |  |  |  |  |  |  |  |  |  |  |  |  |  |  |  |
| |                                                    |  |  |  |  |  |  |  |  |  |  |  |  |  |  |  |
| |                                                    |  |  |  |  |  |  |  |  |  |  |  |  |  |  |  |
| | 29. Mencía de Manzanedo                            |  |  |  |  |  |  |  |  |  |  |  |  |  |  |  |
| |                                                    |  |  |  |  |  |  |  |  |  |  |  |  |  |  |  |
| |                                                    |  |  |  |  |  |  |  |  |  |  |  |  |  |  |  |
| | 7. Mencía de Cisneros                              |  |  |  |  |  |  |  |  |  |  |  |  |  |  |  |
| |                                                    |  |  |  |  |  |  |  |  |  |  |  |  |  |  |  |
| |                                                    |  |  |  |  |  |  |  |  |  |  |  |  |  |  |  |
| | 30. Pedro López de Padilla                         |  |  |  |  |  |  |  |  |  |  |  |  |  |  |  |
| |                                                    |  |  |  |  |  |  |  |  |  |  |  |  |  |  |  |
| |                                                    |  |  |  |  |  |  |  |  |  |  |  |  |  |  |  |
| | 15. Mencía de Padilla                              |  |  |  |  |  |  |  |  |  |  |  |  |  |  |  |
| |                                                    |  |  |  |  |  |  |  |  |  |  |  |  |  |  |  |
| |                                                    |  |  |  |  |  |  |  |  |  |  |  |  |  |  |  |
| | 31. Teresa Ibáñez                                  |  |  |  |  |  |  |  |  |  |  |  |  |  |  |  |
| |                                                    |  |  |  |  |  |  |  |  |  |  |  |  |  |  |  |
| |                                                    |  |  |  |  |  |  |  |  |  |  |  |  |  |  |  |